# کورفز
کورفز (به ترکی استانبولی: Körfez) شهری است در کشور ترکیه که در استان قوجاایلی واقع شده‌است. جمعیت این شهر بر اساس سرشماری سال ۲۰۰۸ میلادی ۱۲۵٬۰۱۲ نفر و بر اساس برآوردهای سال ۲۰۰۹ میلادی ۱۲۶٬۶۱۶ نفر می‌باشد.